# Золитуде (остановочный пункт)
Зо́литуде (латыш. Zolitūde) — остановочный пункт в микрорайоне Золитуде на территории Курземского района Риги на электрифицированной железнодорожной линии Торнякалнс — Тукумс II, ранее являвшейся частью Риго-Орловской железной дороги.

## История
Остановочный пункт был открыт в 1989 году, когда была закончена застройка микрорайона Золитуде. До 1928 года название Золитуде носила платформа Иманта.
В конце 2015 — начале 2016 гг. проведена реконструкция остановочного пункта Золитуде: замена перронов на средние, высотой 550 мм над головкой рельса, установка информационных табло и видеонаблюдения, ремонт пассажирского здания, замена надписи «Zolitūde».
В рамках строительства железнодорожной линии Rail Baltica планируется перенос здания станции и сооружение подземного пешеходного перехода шириной 5 м.

## Галерея

Перрон платформы Золитуде (февраль 2016 года).
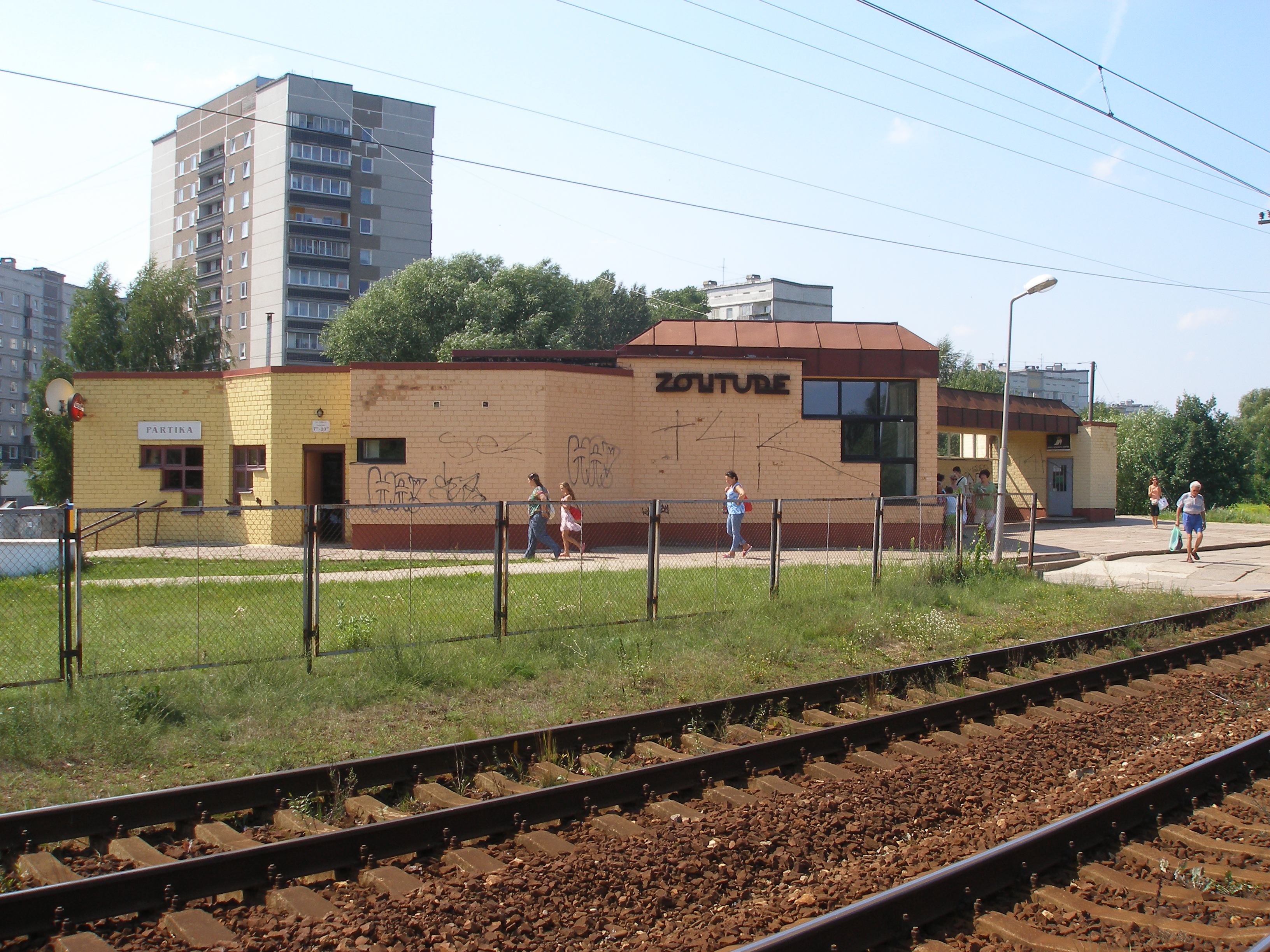
Пассажирское здание (июль 2011 года).
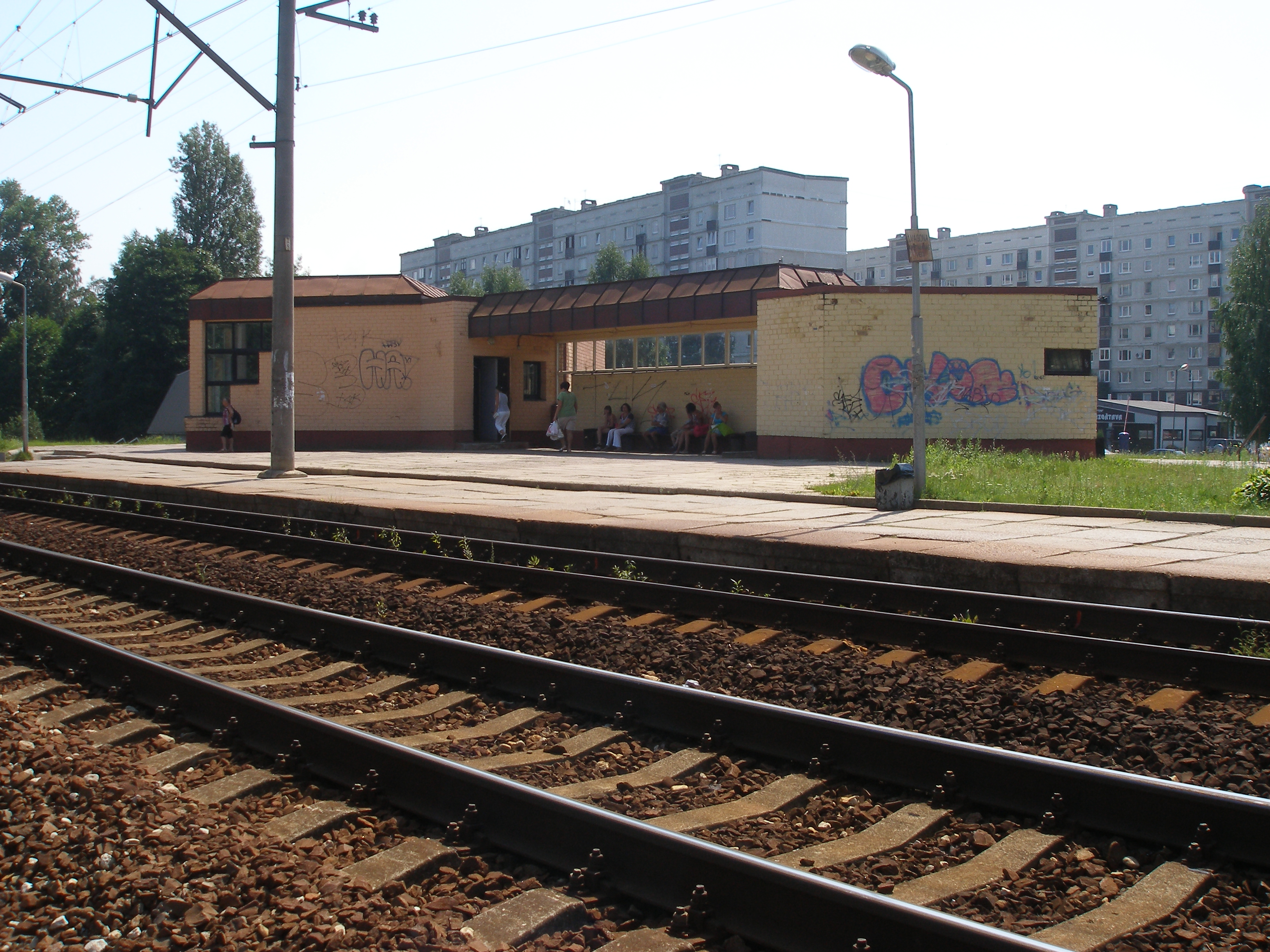
Пассажирское здание и пути (июль 2011 года).
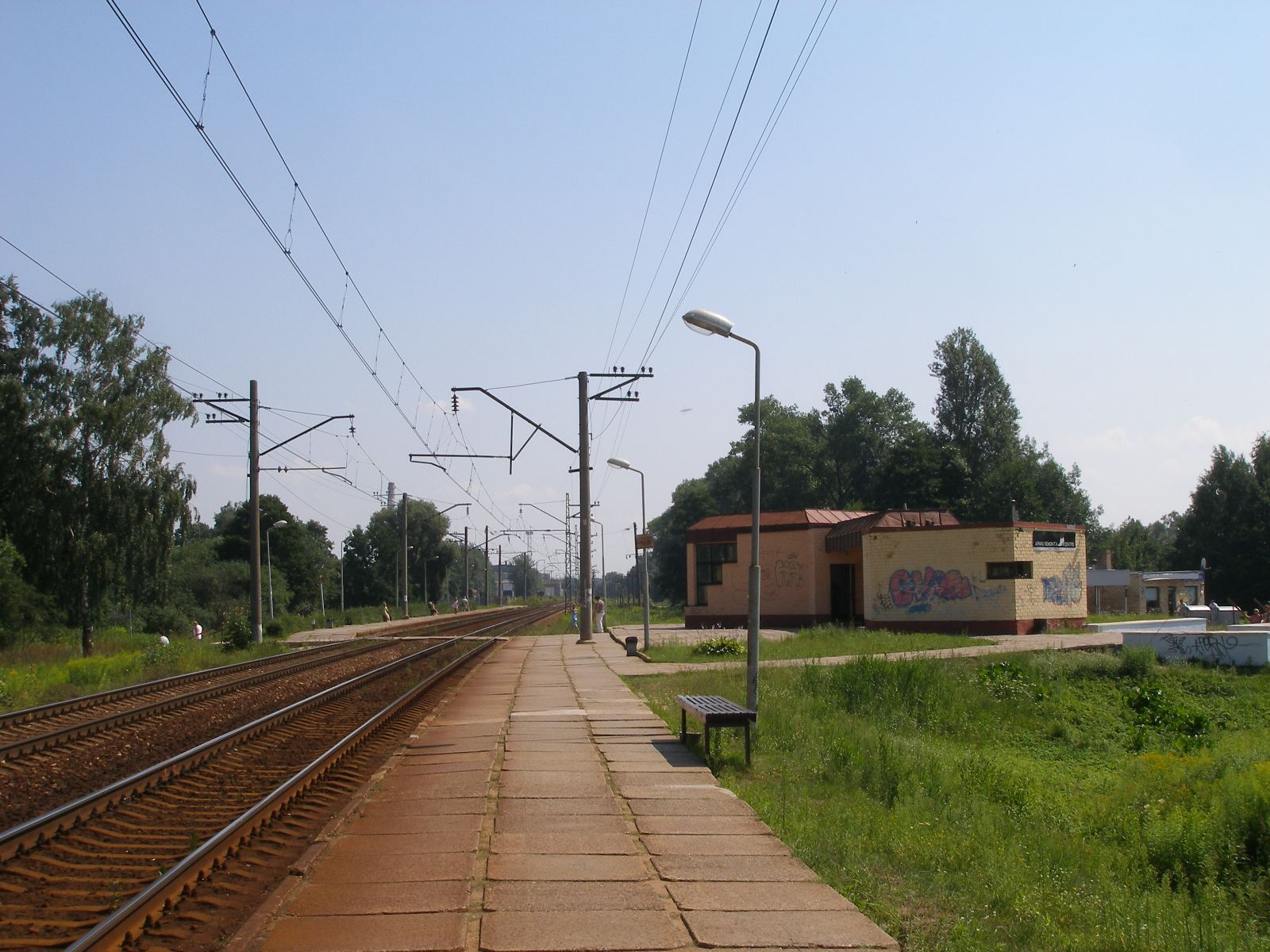
Перрон платформы Золитуде (июль 2011 года).
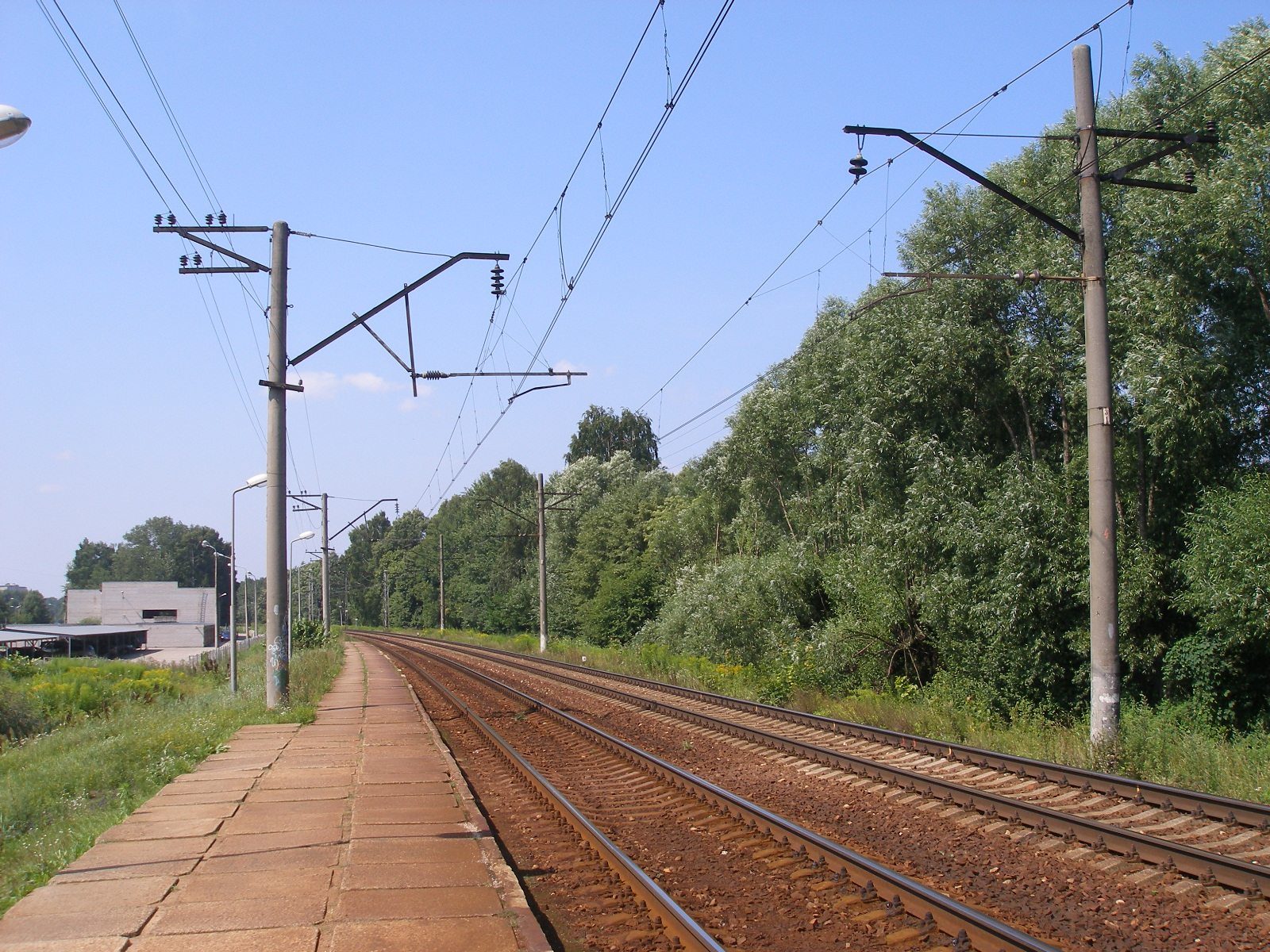
Вид в направлении Тукумса (июль 2011 года).
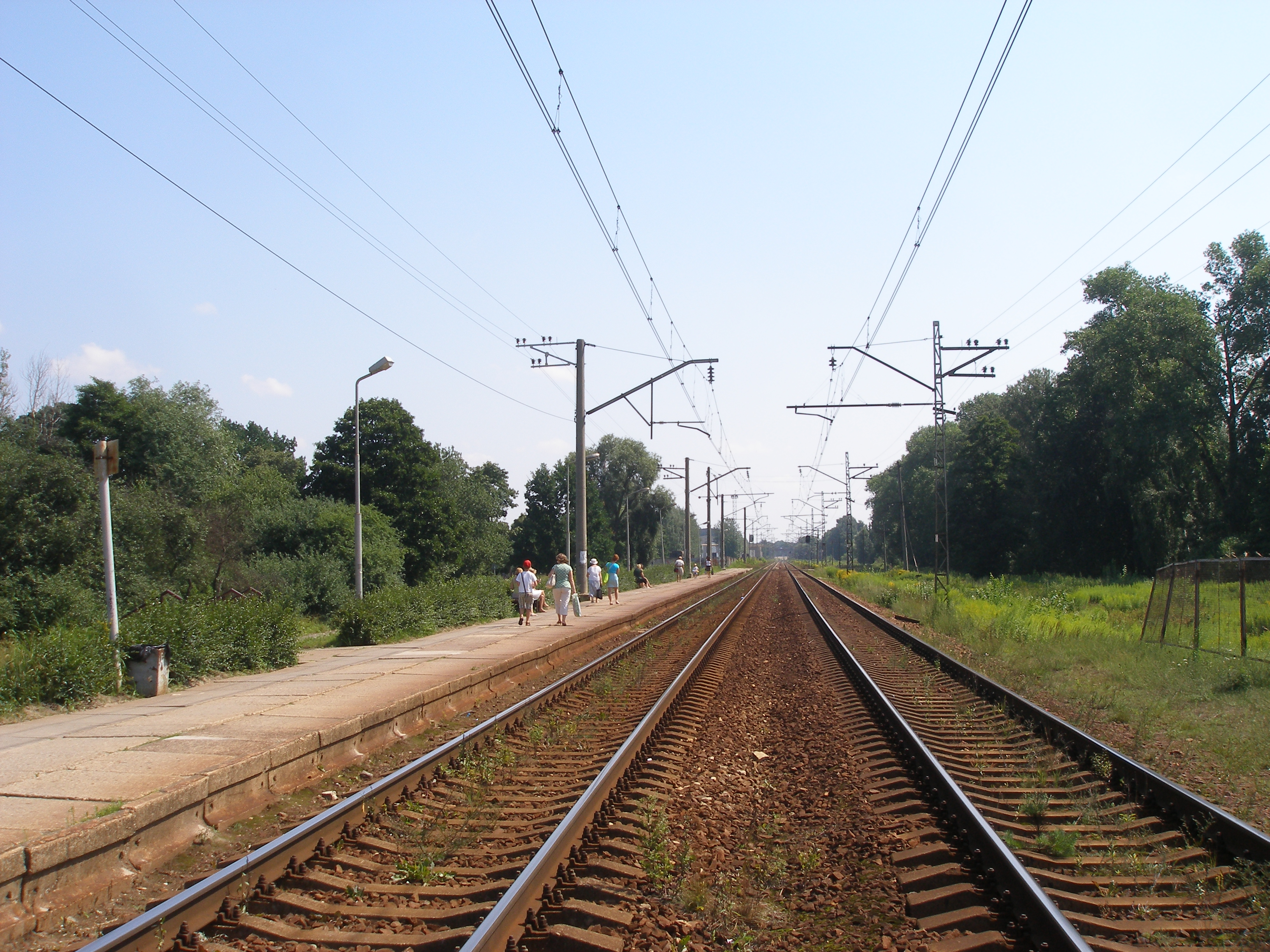
Вид в направлении Риги (июль 2011 года).